# Cyphomyrmex flavidus
Cyphomyrmex flavidus é uma espécie de inseto do gênero Cyphomyrmex, pertencente à família Formicidae.